# La Roche-des-Arnauds

La Salle les Alpes este o comună în departamentul Hautes-Alpes, Franța. În 1 ianuarie 2022 avea o populație de 1.675 de locuitori.